# 小島希里
小島 希里（こじま きり、1959年1月 - ）は、日本の翻訳家。

## 略歴
詩人・木島始の長女として東京に生まれる。国際基督教大学卒。
20代から翻訳を手がけ、特にE・L・カニグズバーグの翻訳が多い。2004年から金原瑞人との共訳の形で改版を出している。

## 著書
- 『バランゴン 島からとどいたバナナのえほん』（堀田正彦共著文、新評論） 1993

## 翻訳
- 『ロックンロール・コンフィデンシャル』（デイヴ・マーシュ編、福山敦夫, 大橋悦子共訳、晶文社） 1988
- 『かみなりケーキ』（パトリシア・ポラッコ、あかね書房） 1993
- 『自分をまもる本 いじめ、もうがまんしない』（ローズマリー・ストーンズ、晶文社） 1995、のち改題新版『新版 自分をまもる本』 2013
- 『ねこのジンジャー』（シャーロット・ヴォーク、偕成社） 1997
- 『ジャズ わたしの音楽、わたしの仲間たち』（モーガン・モンソー、木島始共訳、BL出版） 1998
- 『ともだちになろうよ! HIVとともに生きるこどもたちの声』（ローリ・S・ウィーナー, アップライル・ベスト, フィリップ・A・ピッツォ編、偕成社） 2002
- 『きれいな絵なんかなかった こどもの日々、戦争の日々』（アニタ・ローベル、ポプラ社） 2002
- 『遠くからみると - FROM A DISTANCE』（ジュリー・ゴールド、BL出版） 2002
- 『はじめましてねこのジンジャー』（シャーロット・ヴォーク、偕成社） 2003
- 『エレーナのセレナーデ』（キャンベル・ギースリン、BL出版） 2004
- 『象がおどるとき』（テス・ウリザ・ホルス、太田出版） 2005
- 『ぼくのだいすきなケニアの村』（ケリー・クネイン、BL出版） 2007
- 『ぐーぐーぐー みんなおやすみ』（イルソン・ナ、光村教育図書） 2008
- 『ゼルダとアイビー』（ローラ・マギー・クヴァスナースキー、岩波書店 2008
- 『ゼルダとアイビーのクリスマス』（ローラ・マギー・クヴァスナースキー、岩波書店） 2008
- 『ふしぎなナンターラ』（イルソン・ナ、光村教育図書） 2009
- 『ブルルルル はるはまだ?』（イルソン・ナ、光村教育図書） 2010
- 『ひみつの川』（マージョリー・キナン・ローリングズ、レオ＆ダイアン・ディロン絵、BL出版） 2013
- 『ハートソング　作曲家アントニオ・ヴィヴァルディとある少女の物語』（ケビン・クロスリー＝ホランド、BL出版） 2016

### E・L・カニグズバーグ
- 『なぞの娘キャロライン』（E・L・カニグズバーグ、岩波少年文庫） 1990
- 『ドラゴンをさがせ』（E・L・カニグズバーグ、岩波少年文庫） 1991
- 『Tバック戦争』（E・L・カニグズバーグ、岩波少年文庫） 1995
- 『ティーパーティーの謎』（E・L・カニグズバーグ、岩波少年文庫） 2000、のち金原瑞人共訳で改訳 2005
- 『エリコの丘から』（E・L・カニグズバーグ、岩波少年文庫） 2000、のち金原瑞人共訳で改訳 2004
- 『800番への旅』（E・L・カニグズバーグ、岩波少年文庫） 2000、のち金原瑞人共訳で改訳 2005
- 『13歳の沈黙』（E・L・カニグズバーグ、岩波書店、カニグズバーグ作品集9） 2001
- 『Tバック戦争 / 影 小さな5つの話』（E・L・カニグズバーグ、岩波書店、カニグズバーグ作品集7） 2002
- 『ぼくと〈ジョージ〉 / ドラゴンをさがせ』（E・L・カニグズバーグ、岩波書店、カニグズバーグ作品集3） 2002
- 『誇り高き王妃 / ジョコンダ夫人の肖像』（E・L・カニグズバーグ、岩波書店、カニグズバーグ作品集4） 2002